# Uncinia andina
Uncinia andina är en halvgräsart som beskrevs av Gerald A. Wheeler. Uncinia andina ingår i släktet Uncinia och familjen halvgräs. Inga underarter finns listade i Catalogue of Life.